# Географія Туреччини
Туреччина — західноазійська країна, що знаходиться на крайньому заході Азії, на півострові Мала Азія (Анатолія), а частиною (Східна Фракія) на Балканському півострові Європи . Загальна площа країни 783 562 км² (37-ме місце у світі), з яких на суходіл припадає 769 632 км², а на поверхню внутрішніх вод — 13 930 км². Площа країни приблизно на ¼ більша за площу України. 

## Етимологія
Офіційна назва — Турецька Республіка, Туреччина (тур. Turkiye Cumhuriyeti, Turkiye). Назва країни походить від етноніму турків, народу, що її населяє, і означає Землю турків. Власне turk означає усі тюркомовні народи, а не тільки ті, що мешкають на території сучасної Туреччини. Суфікс привласнення може бути латинського (-ia), арабського (-iyye) або турецького (-iye) походження. Уперше етнонім тюрк згадується під 177 роком до н. е. китайцями щодо народів, які жили на південь від Алтаю. Перший запис терміну тюрк або турук в якості екзоніму зафіксований в давньотюркській рунічній писемності (орхоно-єнісейська писемність) Центральної Азії у добу Тюркського каганату близько VIII століття.

## Географічне положення
Туреччина — західноазійська країна, що межує з вісьмома іншими країнами: на сході — з Вірменією (311 км), Азербайджаном (спільний кордон — 17 км), Грузією (273 км), на заході — з Болгарією (223 км) і Грецією (192 км) і Іраном (534 км), на південному сході — з Іраком (367 км) і Сирією (899 км). Загальна довжина державного кордону — 2816 км. Туреччина на півночі омивається водами Чорного, на заході — Мармурового і Егейського, на півдні Середземного морів Атлантичного океану. Загальна довжина морського узбережжя 7200 км.

Карта Туреччини від ООН (англ.)Карта Туреччини від ООН (англ.)
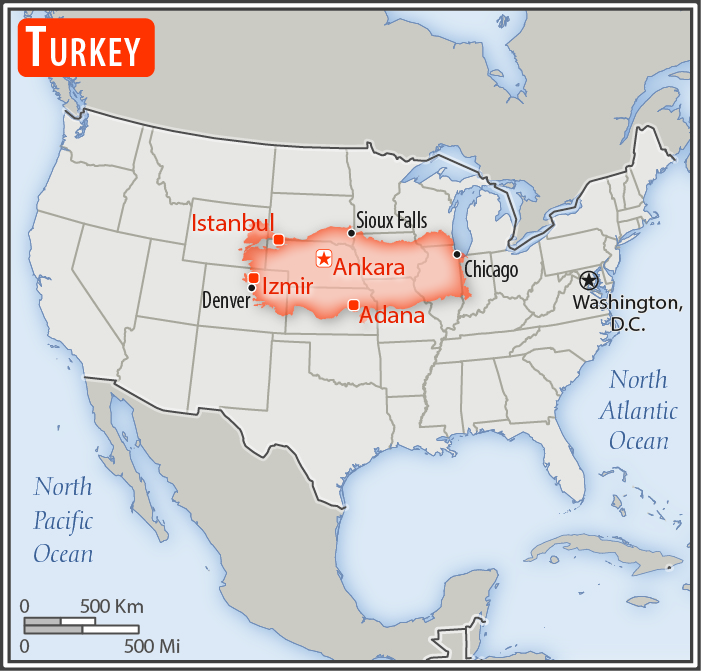
Порівняння розмірів території Туреччини та США
Регіональне положення Туреччини (фр.)

Згідно з Конвенцією Організації Об'єднаних Націй з морського права (UNCLOS) 1982 року, протяжність територіальних вод країни встановлено в 6 морських миль в Егейському морі і 12 морських миль в Чорному і Середземному. Виключна економічна зона встановлена лише в Чорному морі в узгодженні з морськими кордонами колишнього Радянського Союзу.

### Час
Час у Туреччині: UTC+2 (той самий час, що й у Києві). Літній час вводиться останньої неділі березня переводом годинникової стрілки на 1 годину вперед, скасовується в останню неділю жовтня переводом годинникової стрілки на 1 годину назад.

## Геологія

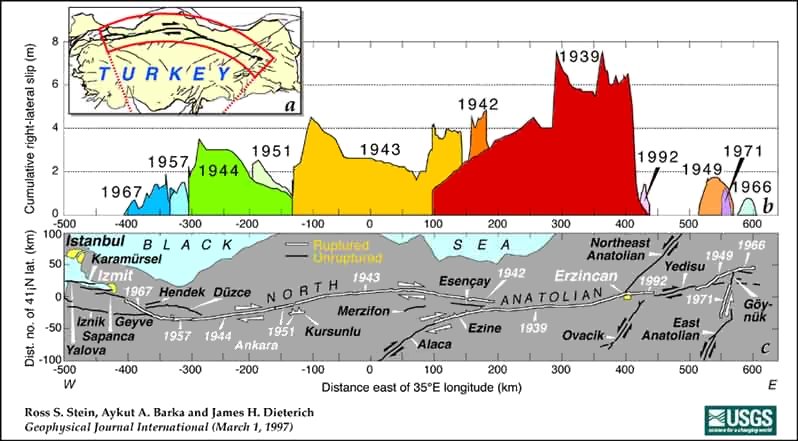
Тектонічні розломи та землетруси
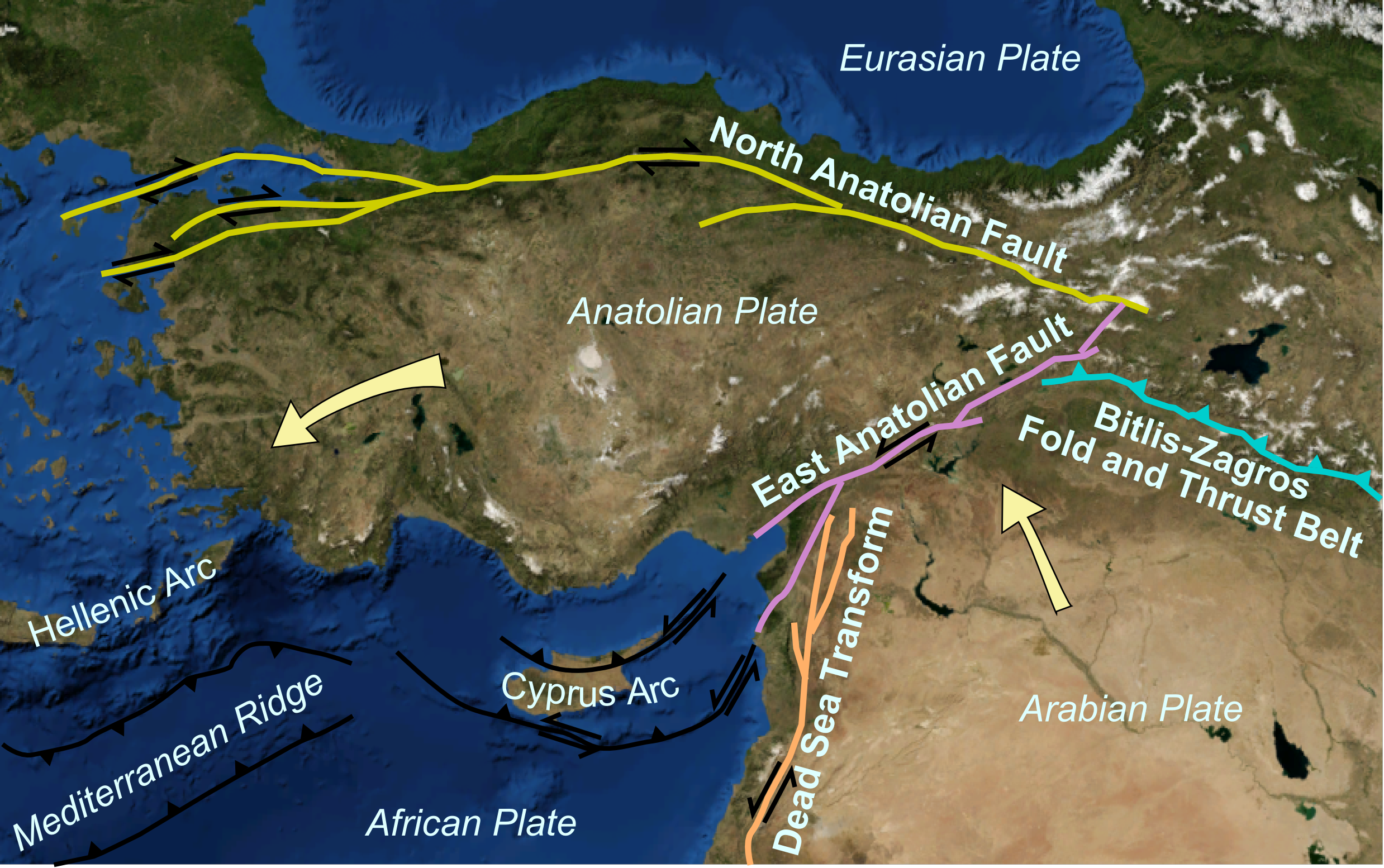
Схема тектонічних розломів
Землетруси Туреччини, 1900-2023 роки

## Рельєф
Середні висоти — 1132 м; найнижча точка — рівень вод Середземного моря (0 м); найвища точка — гора Арарат (5166 м). Більша частина території Туреччини розташована в межах Анатолійського плоскогір'я (на заході) і Вірменського нагір'я (на сході). Переважають висоти від 800 м на заході до 2000 м на сході. На півночі розташовані Понтійські гори (до 3937 м), на півдні — хребти системи Тавра (до 3726 м). Найвища вершина Туреччини — згаслий вулкан Великий Арарат (5165 м) на Вірменському нагір'ї. Інші вулкани: Сюпхан, Немрут, Ерджіяс.

Рельєф Туреччини
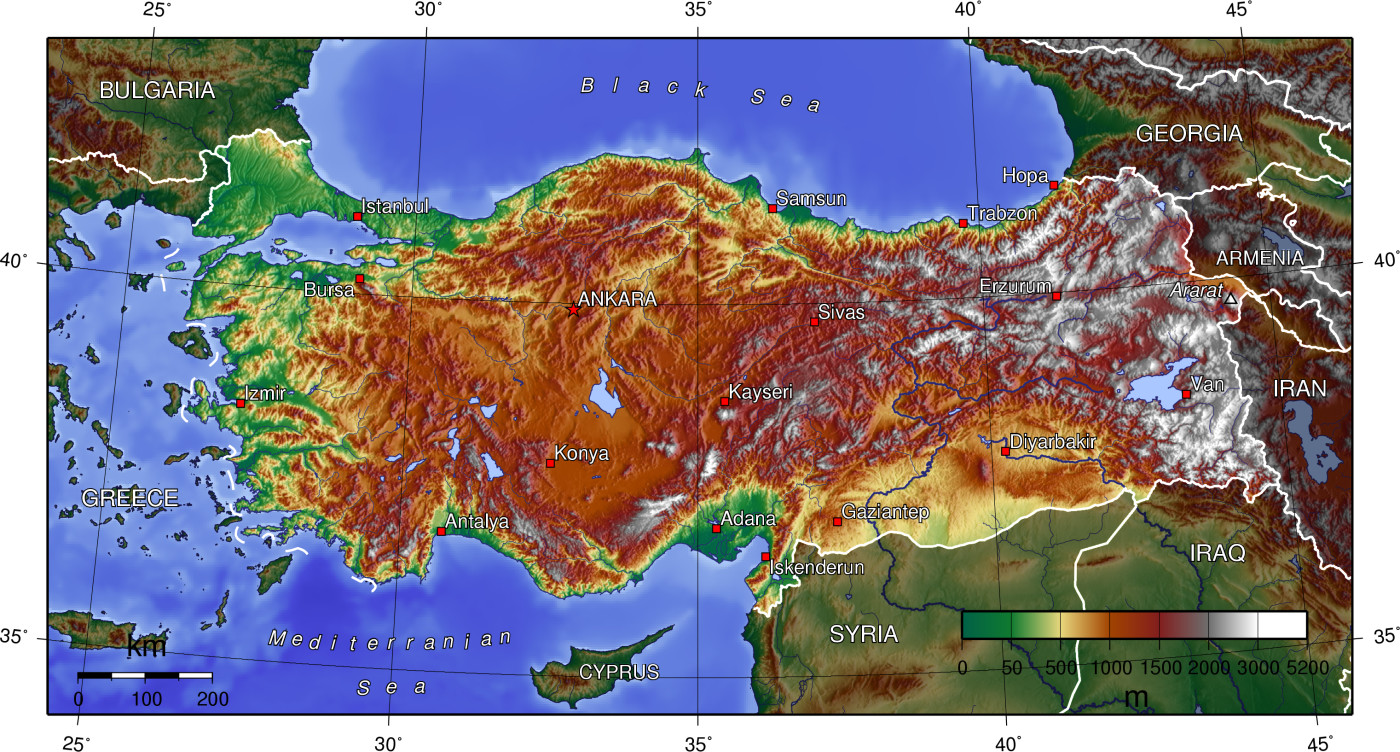
Гіпсометрична карта Туреччини
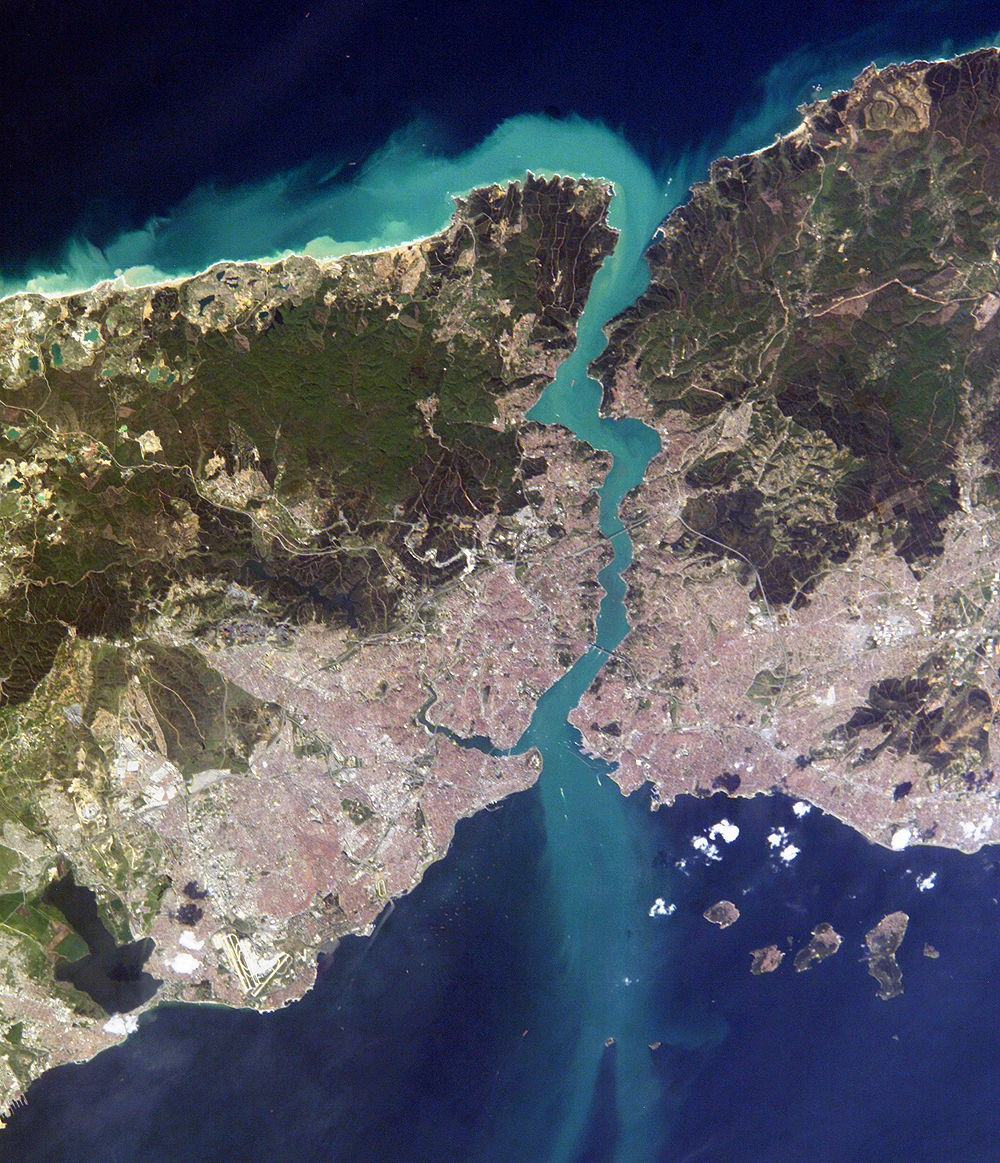
Боспорська протока з космосу
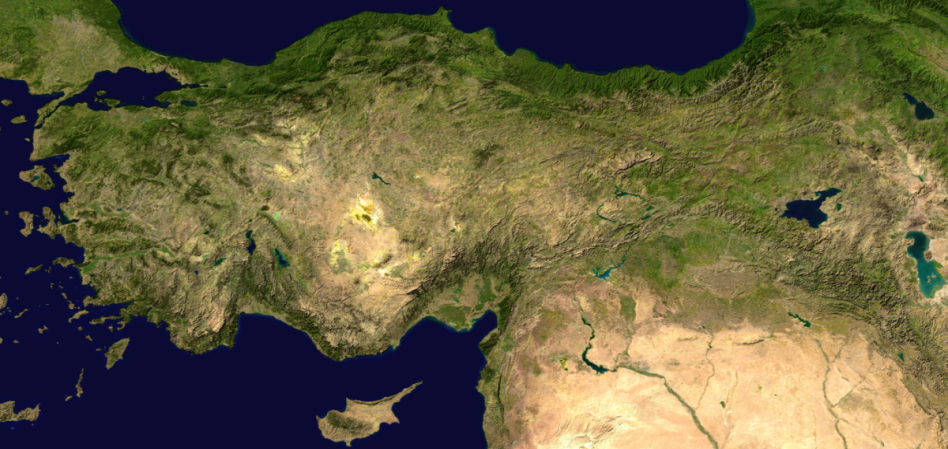
Супутниковий знімок поверхні країни
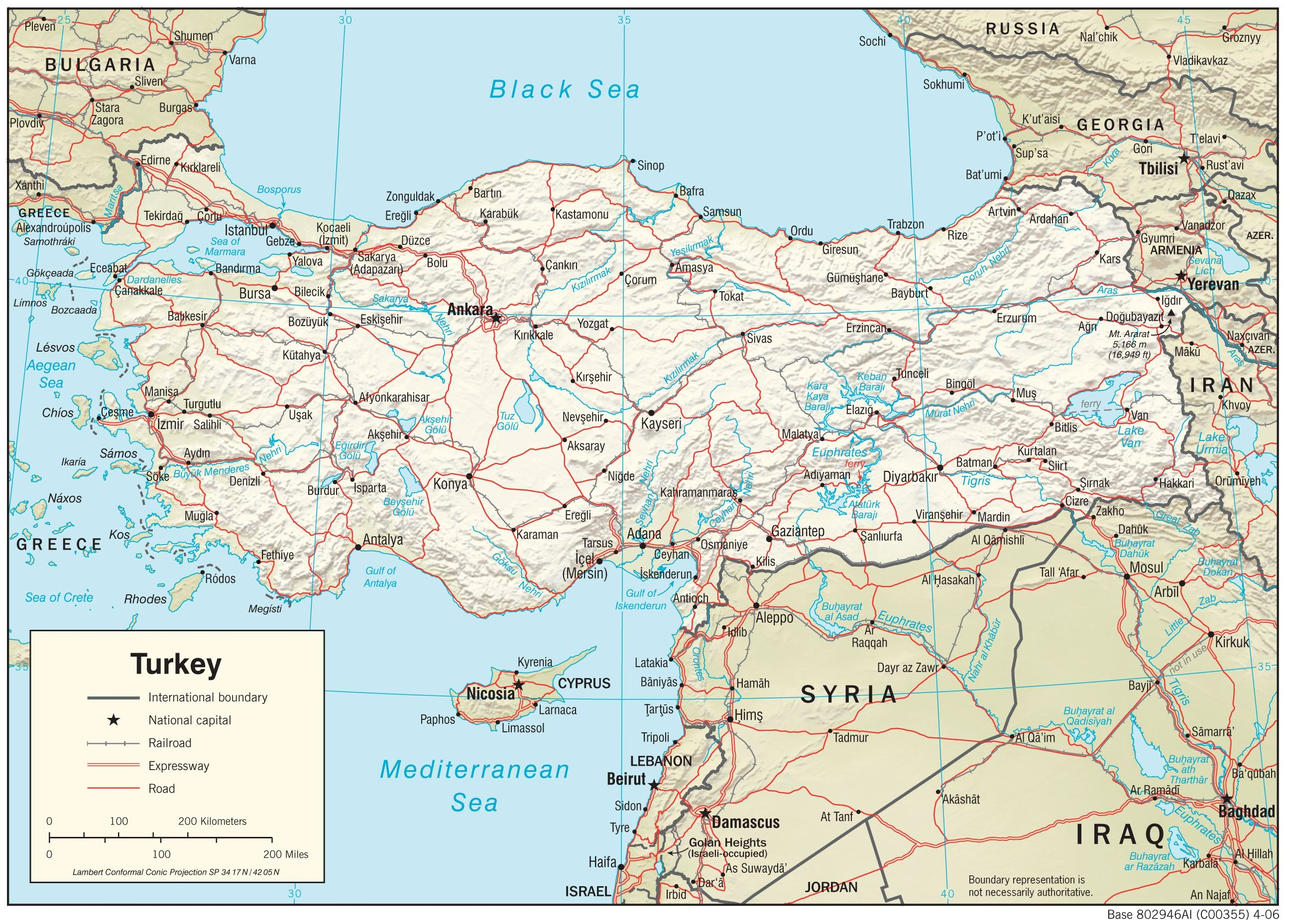
Карта країни (англ.)

Орографічно територію Туреччини можна розділити на 5 областей:
- Причорномор'я (Понтійські гори). Гірська система на півночі Туреччини. Включає в себе Західно-Понтійські гори, гори Джанік та Східно-Понтійські гори. Понтійські гори простягнулися паралельно берегу Чорного моря більш ніж на 1000 км. На сході вони доходять до кордону з Грузією, на заході — до рівнини в низов'ях річки Сакарья. Середня ширина гірського хребта становить 130 км.
- Узбережжя Егейського і Мармурового морів (Егейська Анатолія). Цій області властиві значно менші висоти, ніж Причорномор'ю. Її прибережна смуга сильно порізана, ускладнена численними затоками і кам'янистими півостровами і включає безліч островів, глибокі бухти. Узбережжя перетинають гірські кряжі, відкриті в бік Егейського моря, між якими лежать низькі плоскі алювіальні долини. Загалом гірські гряди нижче на заході області (300—450 м). На сході вони підіймаються в середньому до 1500—1850 м, окремі вершини досягають 3050 м. Міжгірні западини зайняті широкими плоскими долинами річок (Гедіз і Великий Мендерес). Ґрунти низовин дуже родючі.
- Середземноморські берегові рівнини і гори Тавр. Ландшафти, що тягнуться від порту Фетхіє на заході до околиць міста Малатья на сході. У рельєфі цієї території панують хребти Західний і Центральний Тавр (вершини якого досягають 3700 м). Безпосередньо до узбережжя примикають рівнини. На сході області здіймаються ланцюги Антитавр (до 3000 м). Поблизу північно-східного краю Середземного моря розташована алювіальна Аданська рівнина (Чукурова), утворена річками Сейхан і Джейхан, що стікають з гір Тавр і Антитавр. Це один з провідних сільськогосподарських районів Туреччини.
- Анатолійське плоскогір'я займає внутрішні райони центральної частини країни. Плоскогір'я, підняте в середньому на 900—1500 м, оточене горами, які підносяться над ним, крім його західної периферії, на 600—1200 м. Безстічне озеро Туз лежить на висоті 900 м. На півночі плоскогір'я — скидові гори і долини річок, що течуть до Чорного моря. Рельєф різноманітять вулканічні конуси із застиглими лавовими потоками. Зі зростанням середніх висот в східному напрямі на 300 м Анатолійське плоскогір'я поступово переходить у Вірменське нагір'я, яке починається поблизу міста Сівас.
- Плоскогір'я і гірські системи сходу (Вірменське нагір'я) відрізняються особливо складним орографічним малюнком. Хребти сполучаються на крайньому сході країни з гірськими ланцюгами Загроса і Азербайджану. Вінчає дане скупчення гір вулканічний конус Великого Арарату (5137 м). Плоскогір'я займає вузьку смугу території, велика частина поверхні якої похована під товстим шаром лави, і включає декілька улоговин тектонічного походження з відносно пологим рельєфом. В одній з них, на висоті 1720 м, розташоване солоне озеро Ван. У східній частині Туреччини, де підносяться декілька гірських піків, що досягають 3700-4300 м, беруть свій початок такі річки, як Тигр, Євфрат і Аракс.

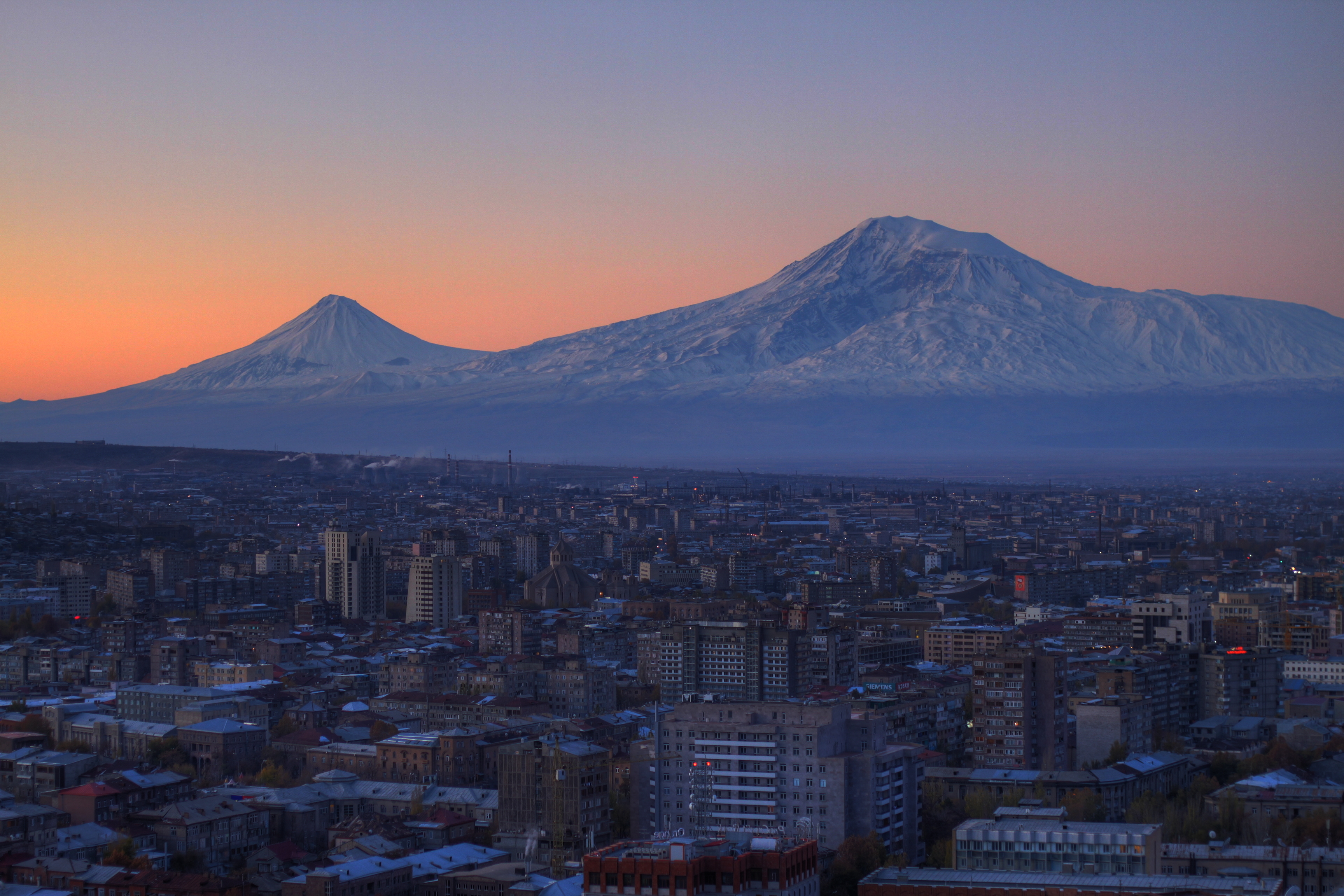
Арарат надвечір з Єревана
3D-модель Арарату
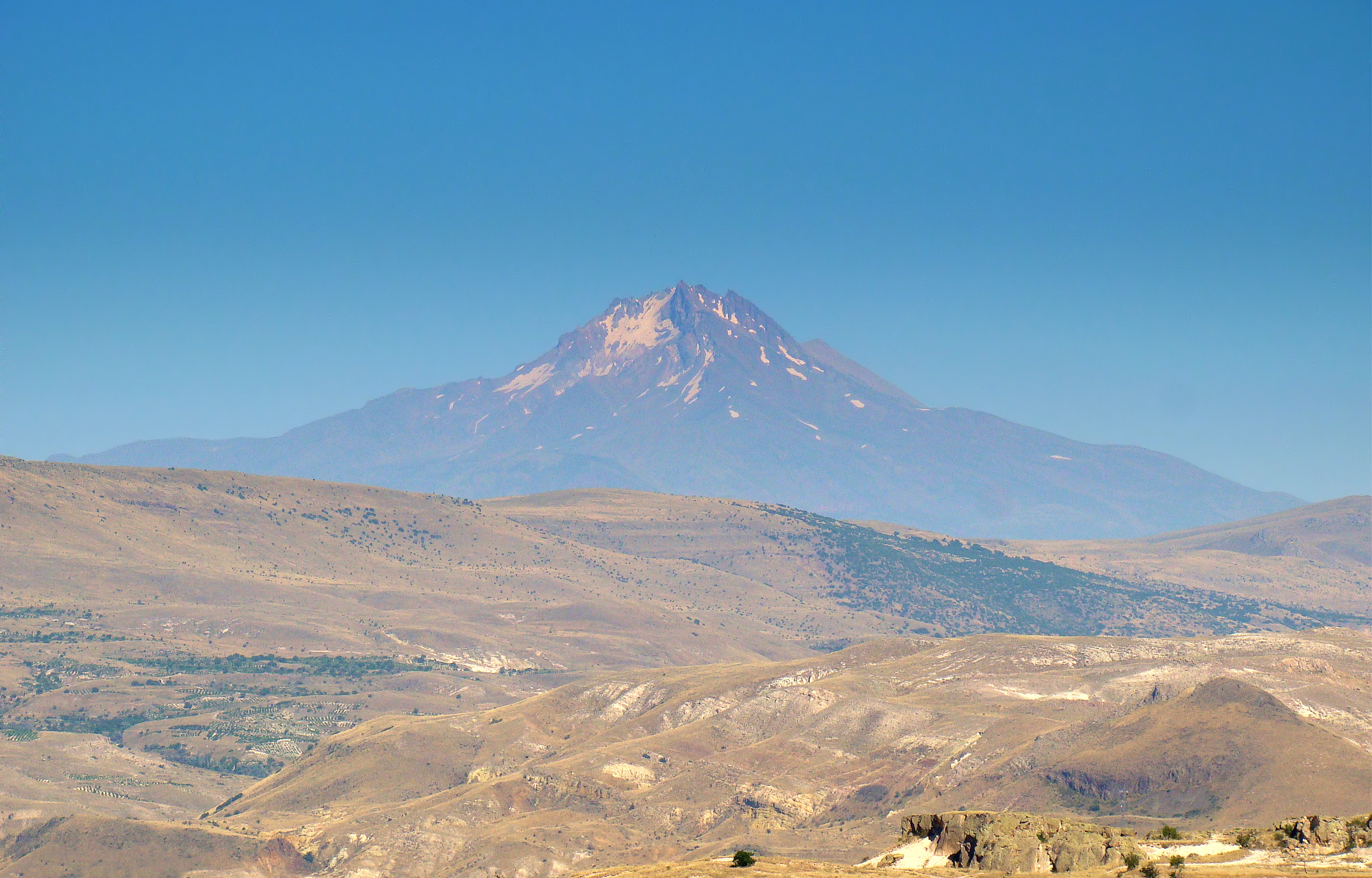
Гора Ерджіяс у центральній Анатолії
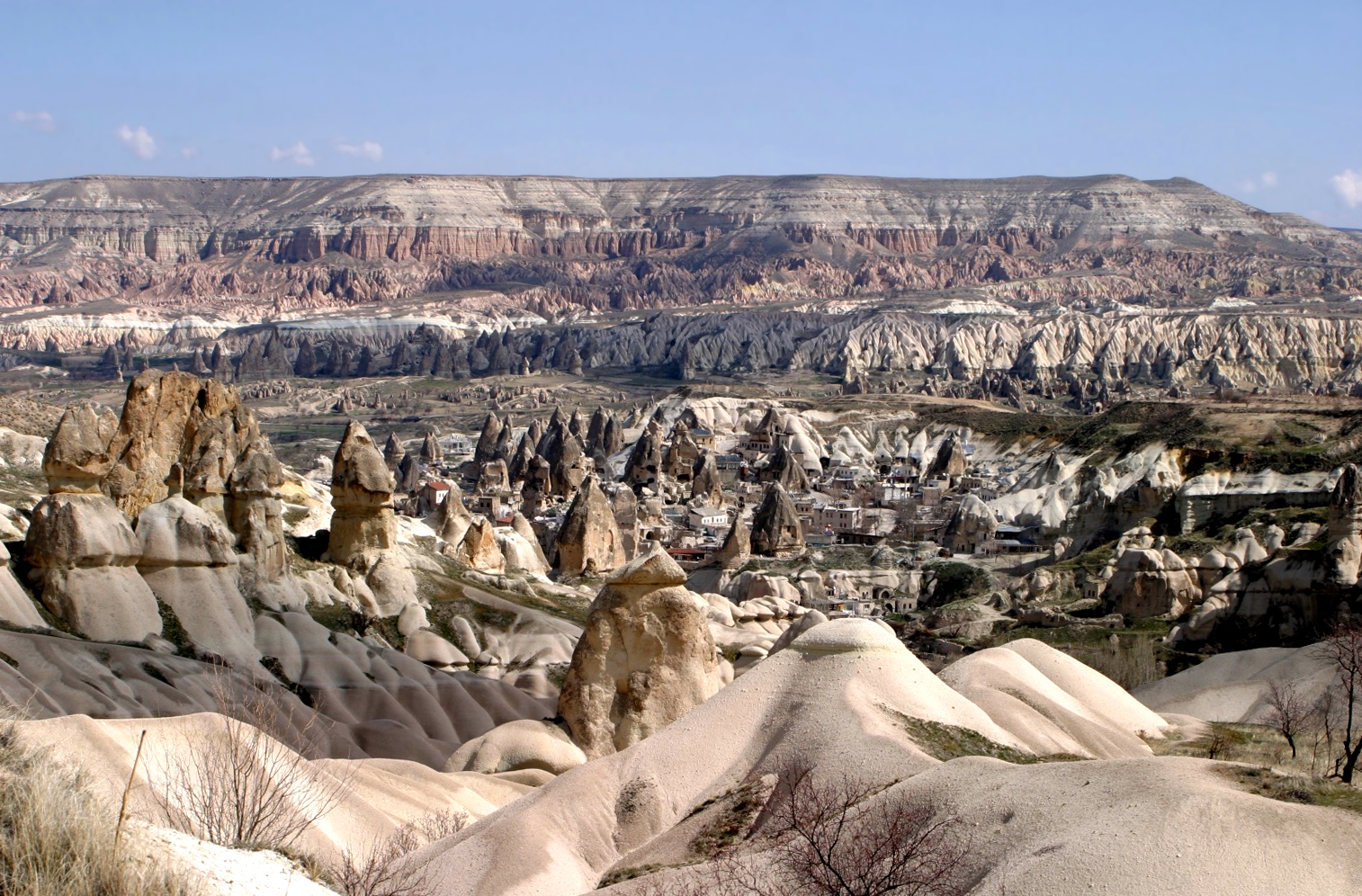
Ландшафти Кападокії
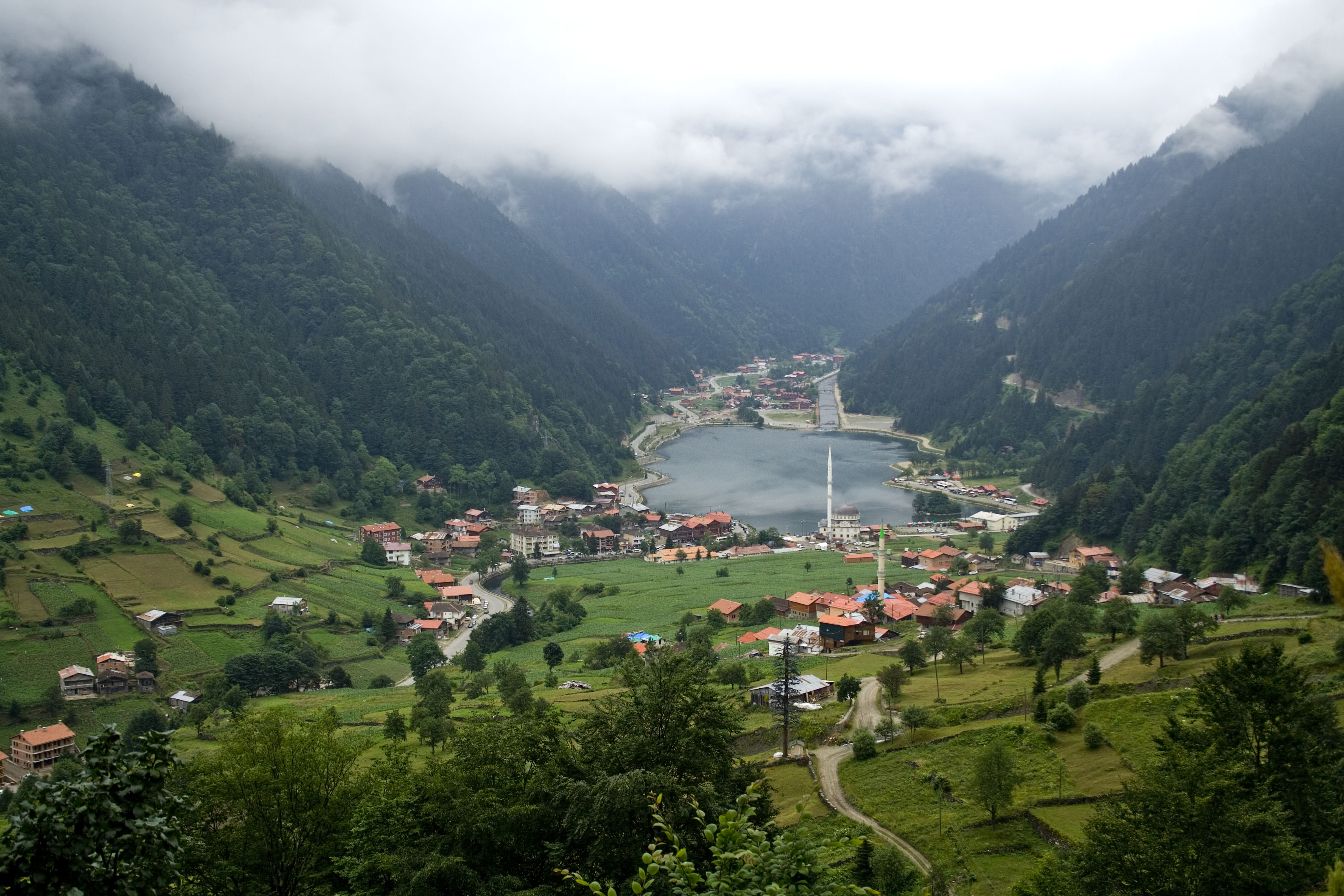
Долини Понтійських гір

Низовини Туреччини:
- Чукурова низовина,
- Нижньофракійська низовина.

### Узбережжя

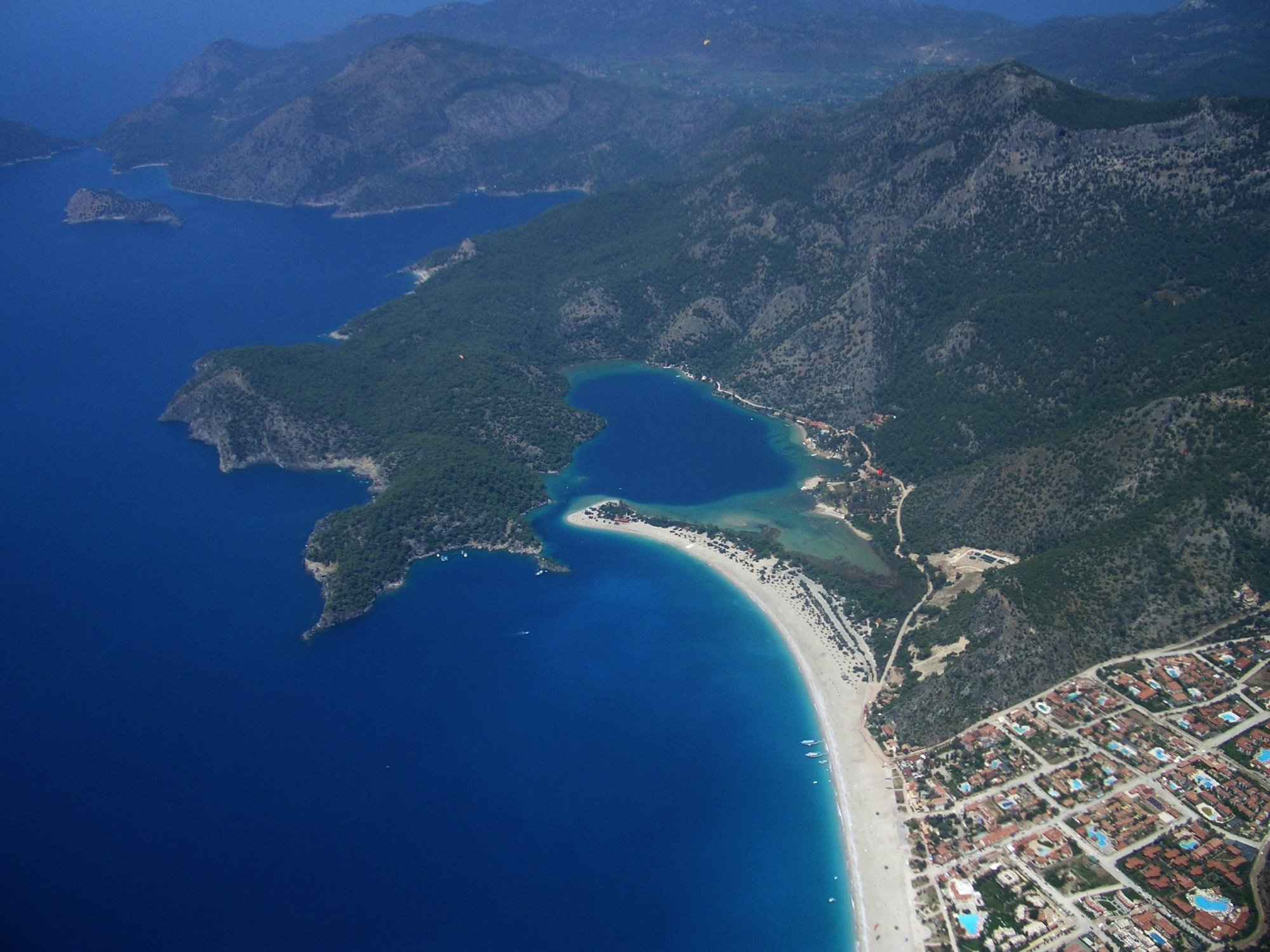
Південно-західне узбережжя, поблизу Фетхіє
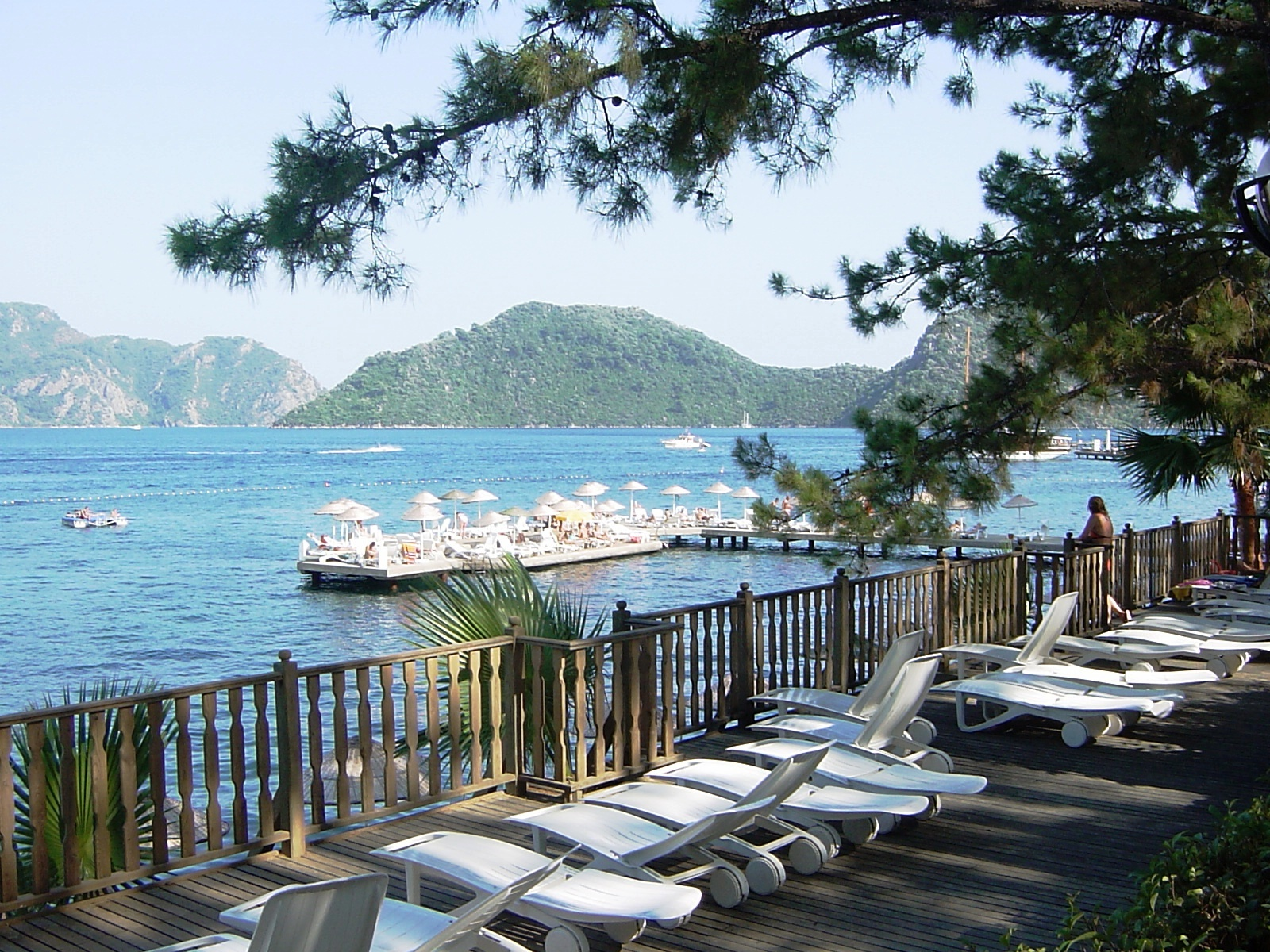
Егейське узбережжя, Мармаріс
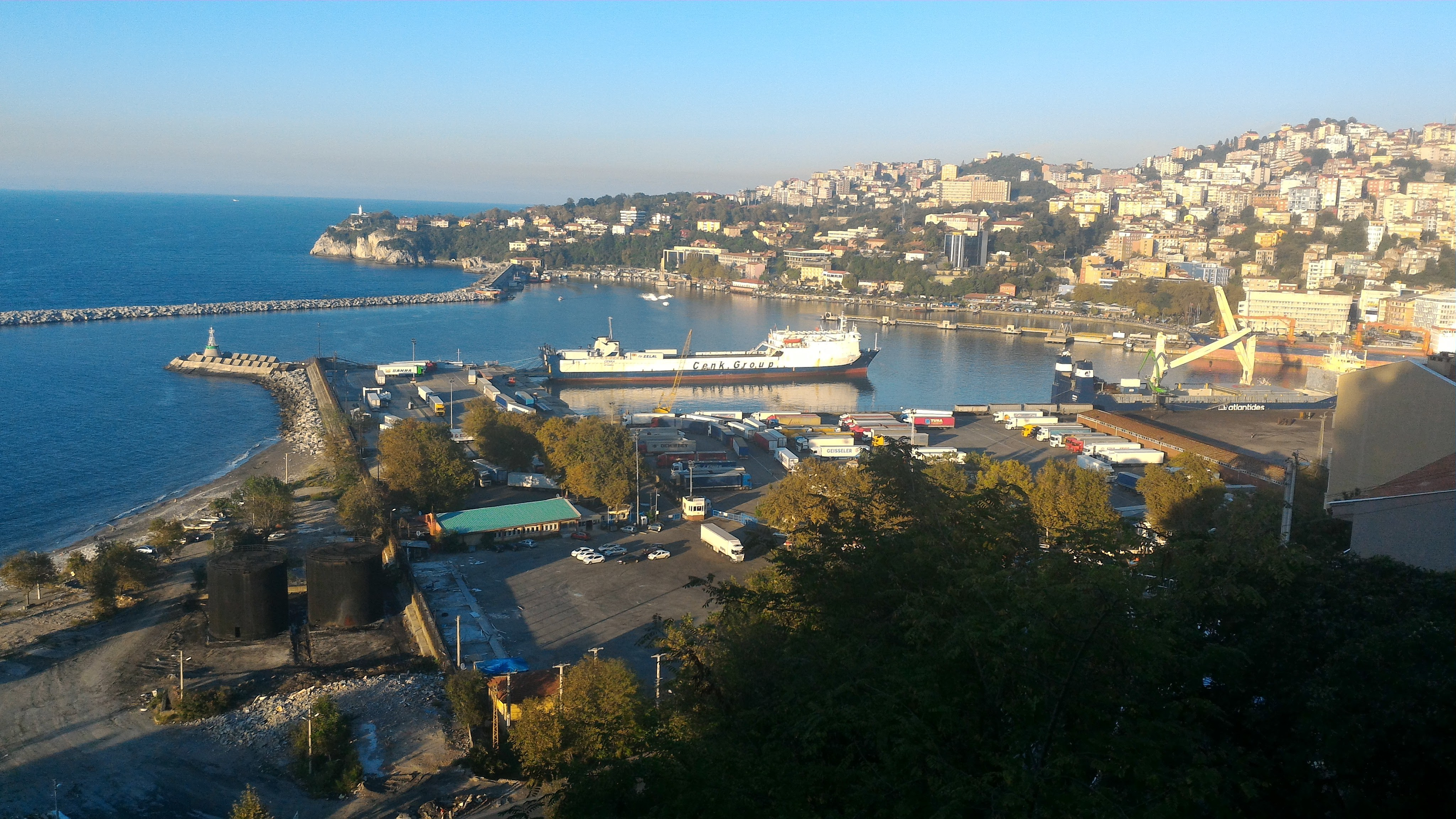
Чорноморське узбережжя, Зонгулдак
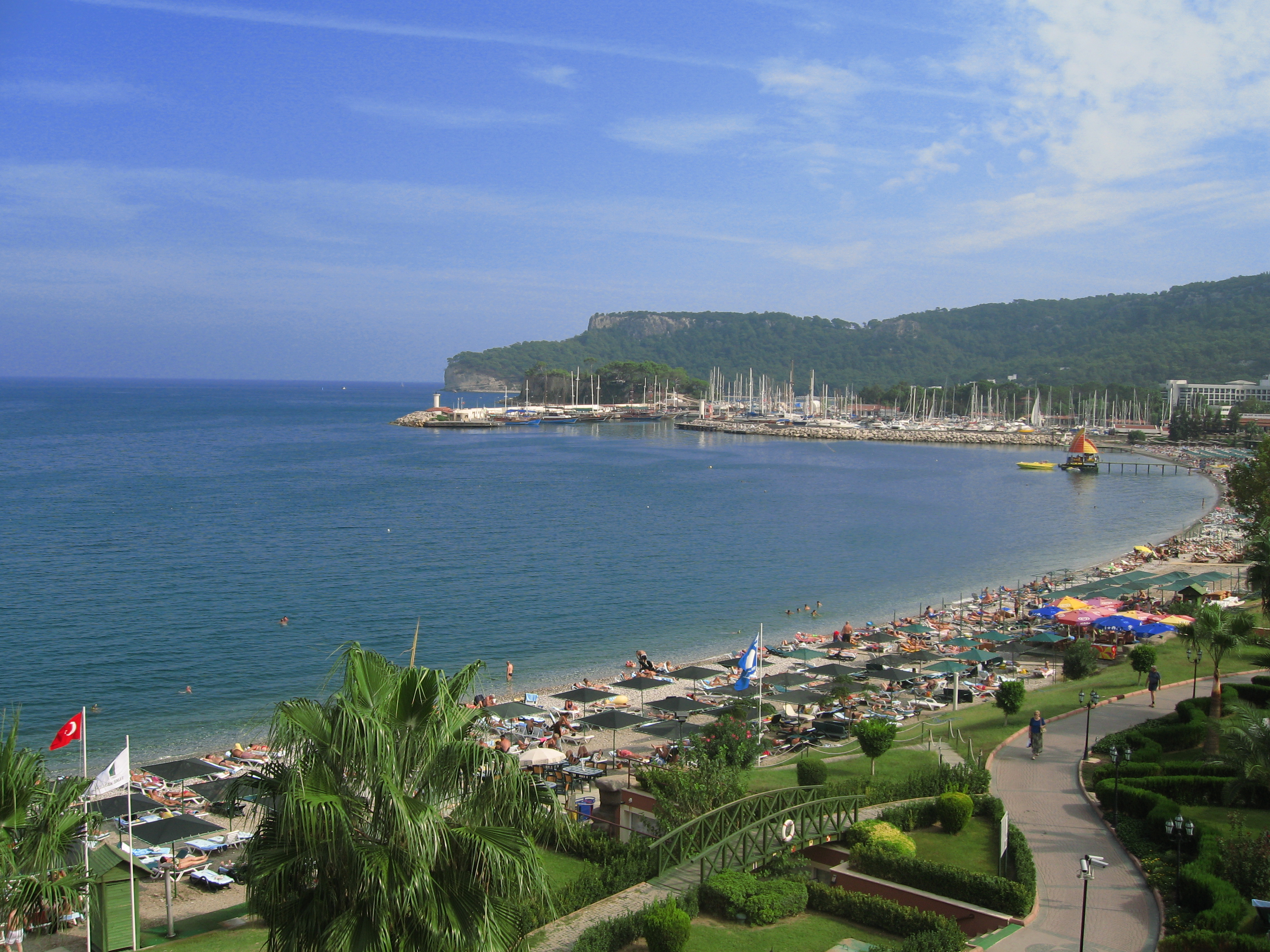
Середземноморське узбережжя, Кемер

## Клімат
Клімат Туреччини надзвичайно різноманітний. Територія країни лежить у субтропічному кліматичному поясі. Влітку переважають тропічні повітряні маси з ясною тихою антициклонічною погодою, взимку — помірні з похмурою дощовою досить вітряною циклонічною. Значні сезонні амплітуди температури повітря і розподілу атмосферних опадів, можливе випадіння снігу. Центральна Туреччина це континентальний тип клімату з холодною сніжною зимою і спекою влітку. На західному і південному узбережжі країни майже весь час тепло — субтропічний середземноморський клімат. Купальний сезон на узбережжі Егейського і Середземного морів починається в квітні і закінчується в листопаді. На північному узбережжі країни морський клімат вологий і помірний. У західній половині випадає понад 1000 мм опадів на рік, в східній половині в середньому 2500 мм опадів на рік.
В той же час, станом на осінь 2023 року, температура довкілля Туреччини різко зростає. Так, наприклад, 4 листопада 2023 року, за даними Головного департаменту метеорології Туреччини, до 15:00 температура повітря в місті Бурсі прогрілася до +31,7°C, що стало абсолютним рекордом листопада з 1928 року. У Стамбулі того ж дня стовпчики термометрів піднялися до +26,7 °C — цей показник майже зрівнявся з рекордом листопада 1950 року, коли було +27 °C. В Ізмірі спека також встановила новий рекорд за 64 роки метеоспостережень: там повітря прогрілося до +30,2 °C, а в передмісті — +32 °C, при цьому середня температура листопада у місті зазвичай становила близько +14 °C.

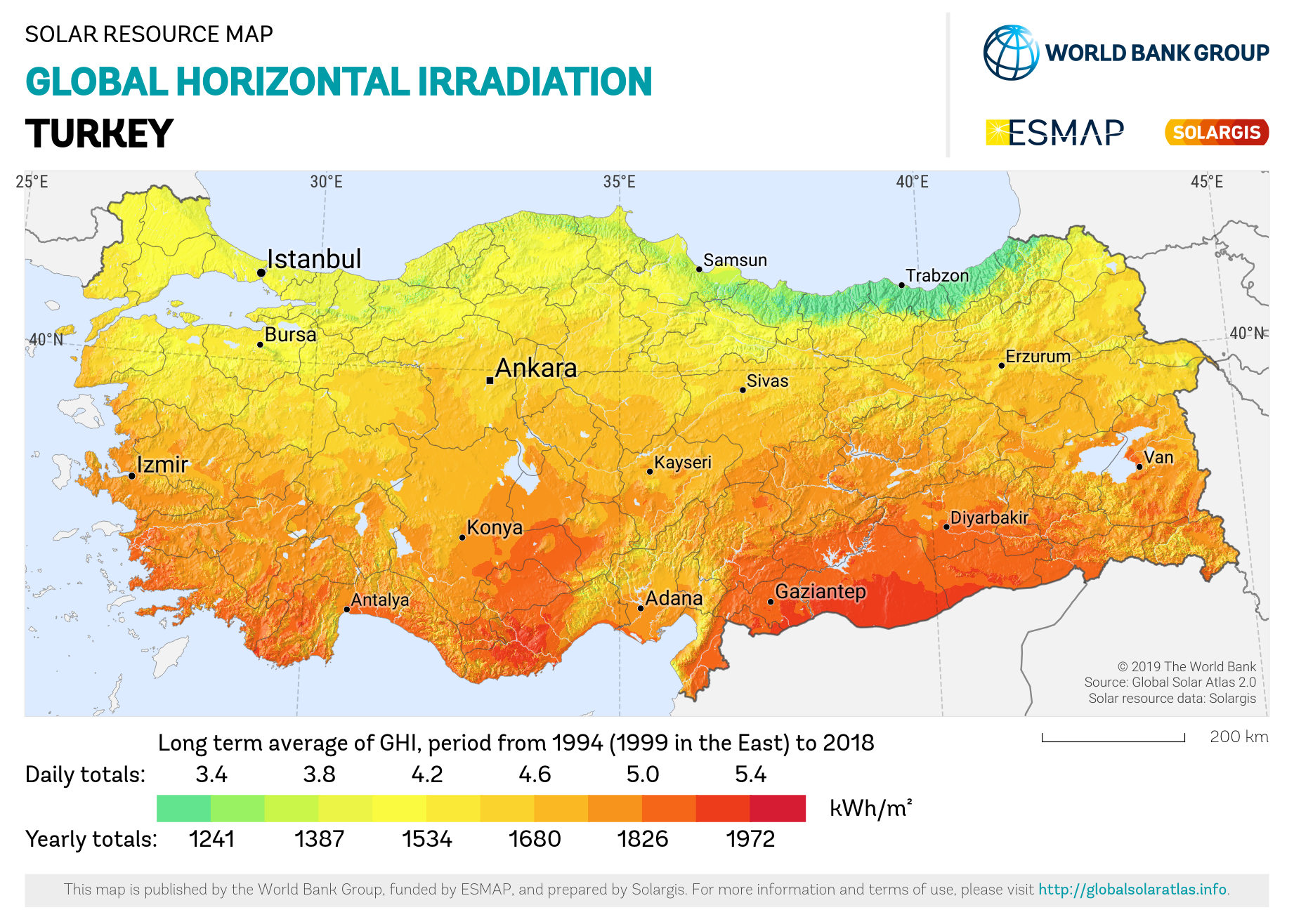
Сонячна радіація (англ.)
Кліматична карта Туреччини (за Кеппеном)
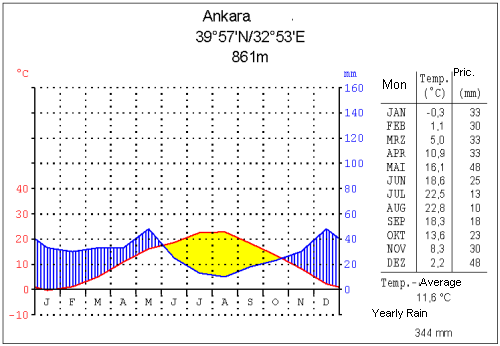
Кліматограма Анкари (центр країни)
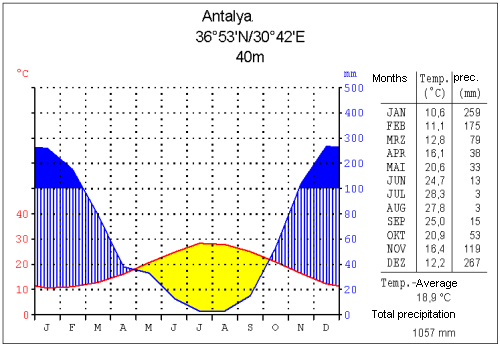
Кліматограма Антальї (південь країни)
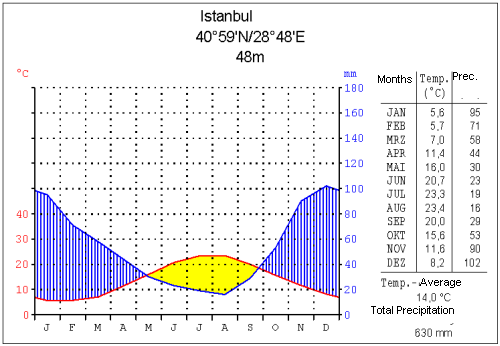
Кліматограма Стамбула (захід країни)

Туреччина є членом Всесвітньої метеорологічної організації (WMO), в країні ведуться систематичні спостереження за погодою.

## Внутрішні води

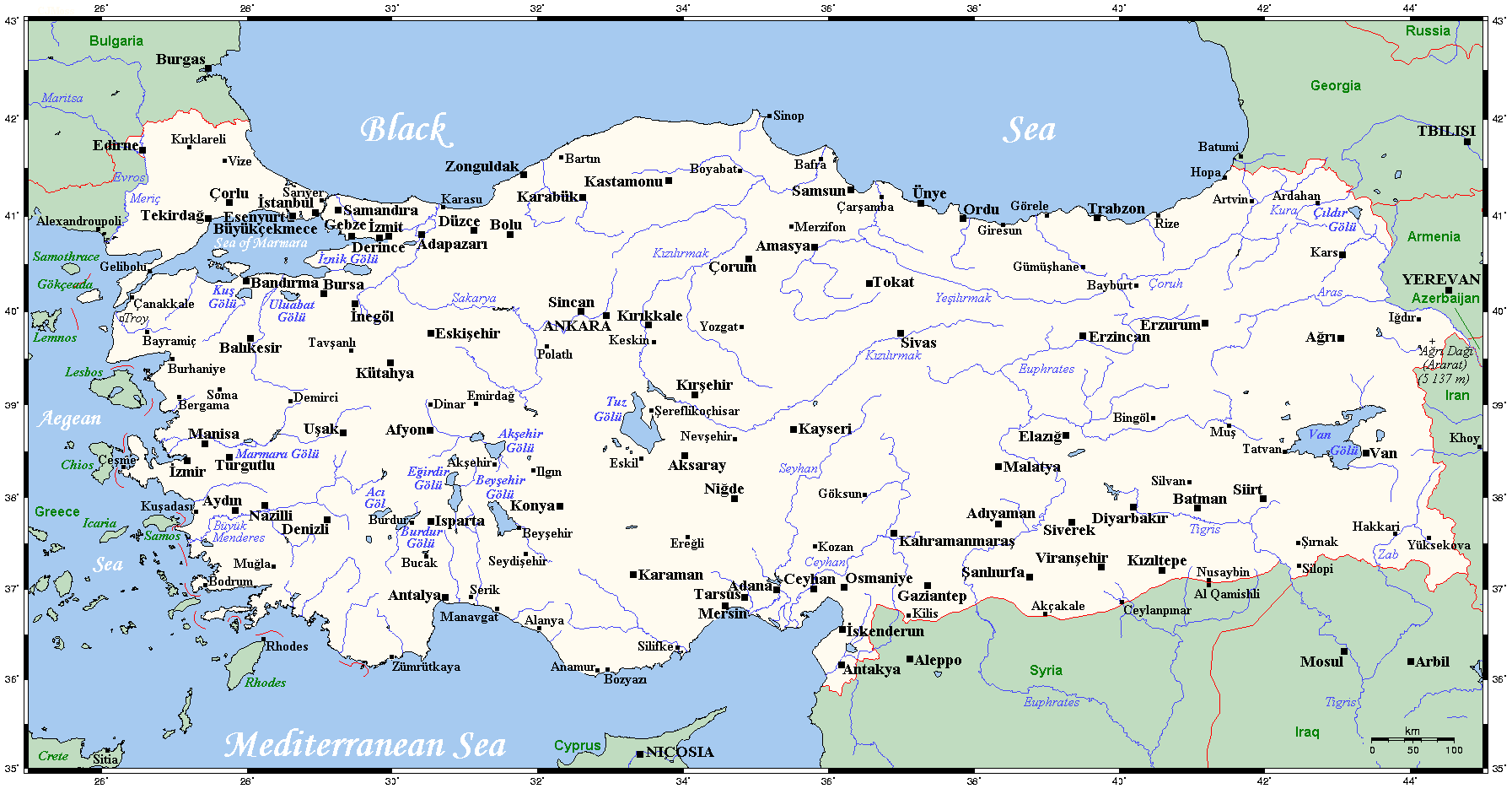
Гідрографічна мережа Туреччини
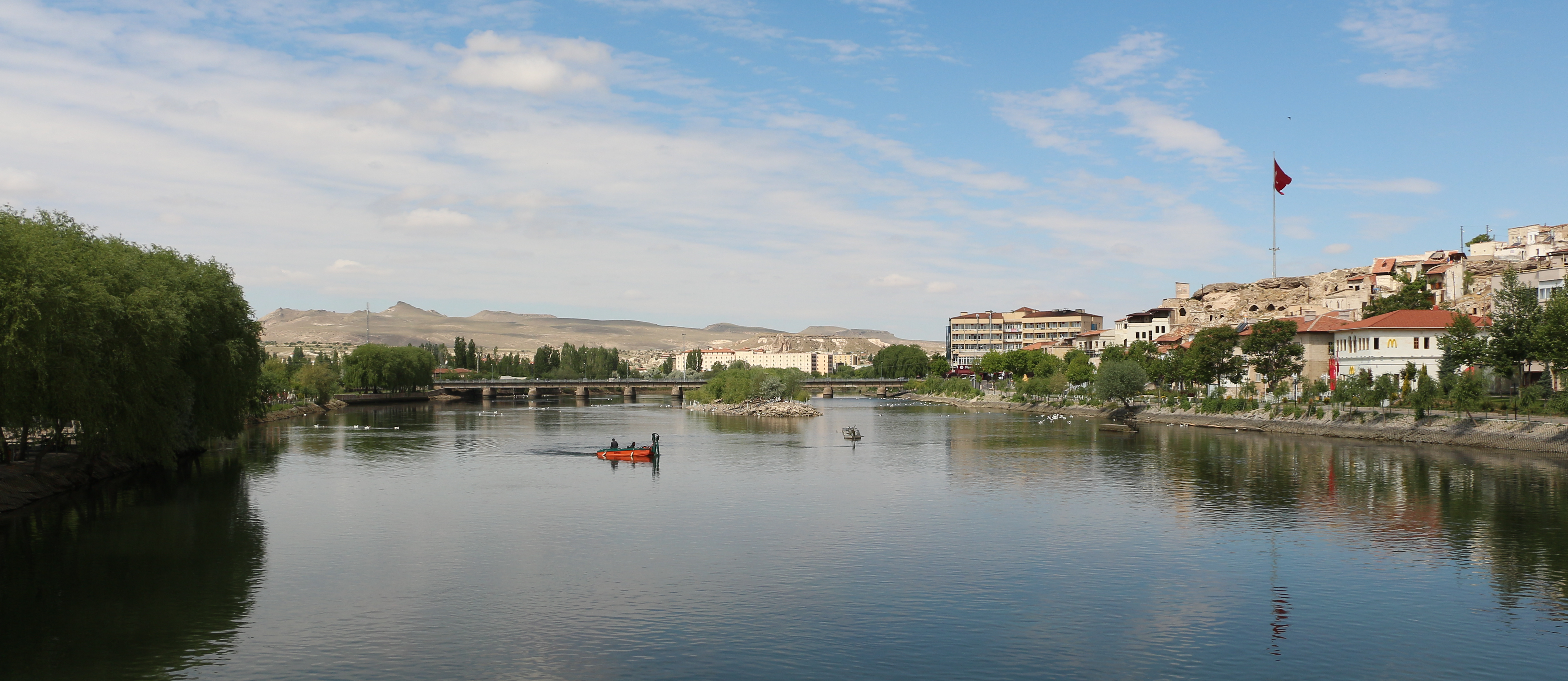
Річка Кизилирмак в Аваносі
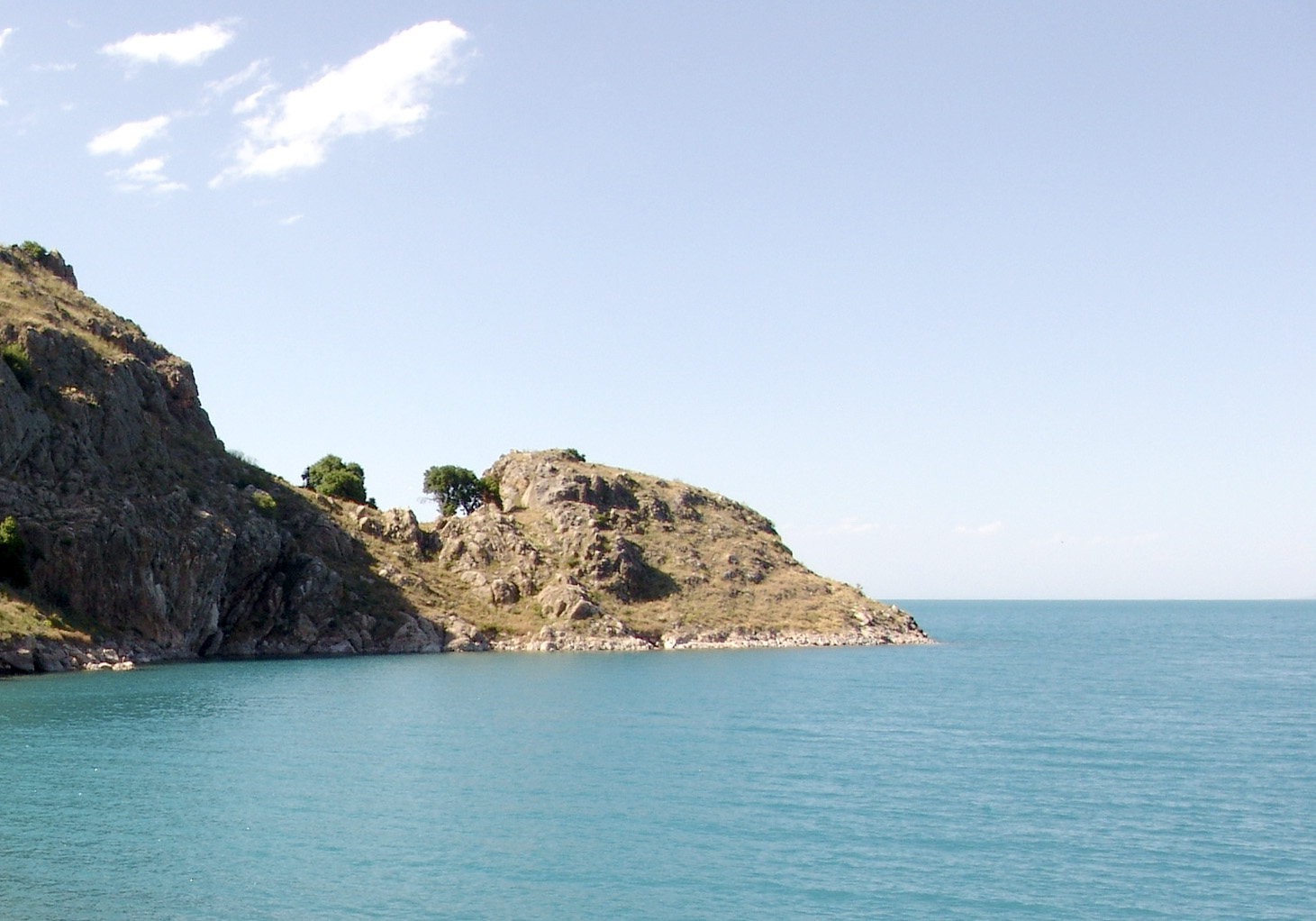
Береги озера Ван
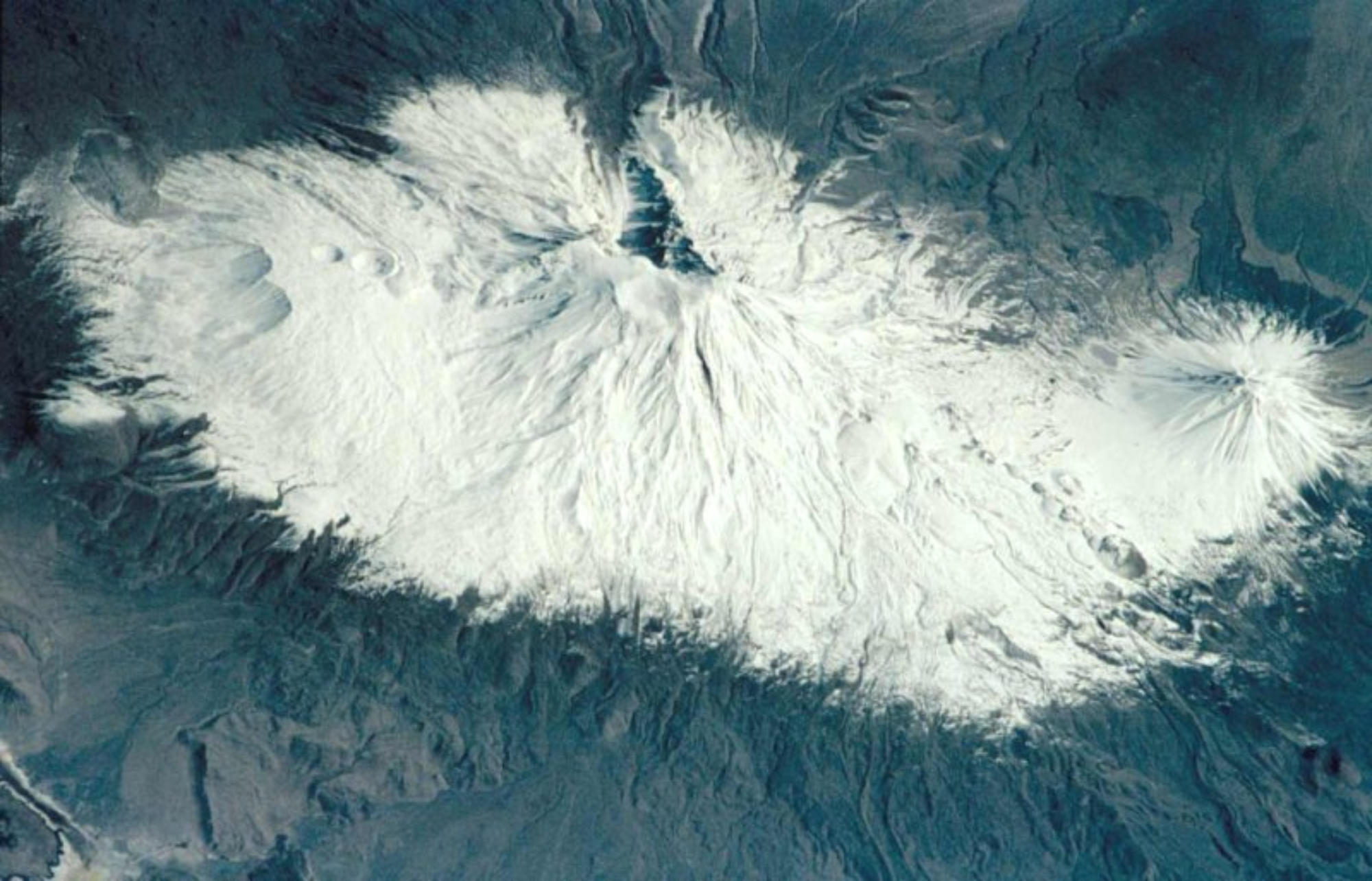
Льодовики і сніжники Арарату з космосу

### Річки
Річки країни належать басейнам Чорного (північ), Мармурового і Егейського (захід), Середземного (південь) морів Атлантичного океану. На південному сході — басейну Перської затоки Індійського океану — басейни річок Евфрат і Тигр. У горах Вірменського нагір'я беруть початок великі річки Тигр, Євфрат, Кура, Аракс. Основні річки Анатолійського плоскогір'я — Кизил-Ірмак, Сакар'я. Присутні безстічні області — озера Туз, Ван.

### Озера
На внутрішніх плоскогір'ях Туреччини лежать великі безстічні солоні озера Ван і Туз.

## Ґрунти
Ґрунти Туреччини доволі різноманітні. У внутрішніх її районах переважають сірі та світло-бурі ґрунти напівпустель. Тут також поширені каштанові ґрунти сухих степів. У прибережних районах розпросторені коричневі ґрунти. На крайньому північному сході на узбережжі Чорного моря поблизу грузинського кордону трапляються червоноземи вологих лісів. У сухих степах Вірменського нагір'я є ділянки чорноземних ґрунтів.

## Рослинність
Серед рослинних формацій на більшості території країни переважають степи і напівпустелі.

## Тваринний світ
Зоогеографічно територія країни належить до Середземноморської провінції Середземноморської підобласті Голарктичної області.

## Стихійні природні явища
На території країни спостерігаються небезпечні природні явища і стихійні лиха: помірні землетруси, особливо на півночі дуги від Мармурового моря до озера Ван; помірна вулканічна активність, сплячі вулкани Арарат, Немрут-Даг, Тендурек-Дагі, які не вивергались з XIX сторіччя.

## Природні ресурси

### Мінеральні ресурси
Надра Туреччини багаті на ряд корисних копалин: кам'яне вугілля, залізну руду, мідь, хром, сурма, ртуть, золото, барит, борати, целестіт (стронцій), корунд, польовий шпат, вапняк, магнезит, мармур, перліт, пемзу, пірит (сірку), каолін.

### Водні ресурси
Загальні запаси відновлюваних водних ресурсів (ґрунтові і поверхневі прісні води) становлять 211,6 км³. Станом на 2012 рік в країні налічувалось 52,15 тис. км² зрошуваних земель.

### Земельні ресурси
Земельні ресурси Туреччини (оцінка 2011 року):
- придатні для сільськогосподарського обробітку землі — 49,7 %,
  - орні землі — 26,7 %,
  - багаторічні насадження — 4 %,
  - землі, що постійно використовуються під пасовища — 19 %;
- землі, зайняті лісами і чагарниками — 14,9 %;
- інше — 35,4 %[1].

## Охорона природи
Серед екологічних проблем варто відзначити:
- забруднення вод хімікатами і детергентами;
- забруднення повітря у великих містах;
- знеліснення;
- нафтові плями в протоці Босфор від інтенсивного судноплавства.

Туреччина є учасником ряду міжнародних угод з охорони навколишнього середовища:
- Конвенції про транскордонне забруднення повітря (CLRTAP),
- Договору про Антарктику,
- Конвенції про біологічне різноманіття (CBD),
- Рамкової конвенції ООН про зміну клімату (UNFCCC),
- Конвенції ООН про боротьбу з опустелюванням (UNCCD),
- Конвенції про міжнародну торгівлю видами дикої фауни і флори, що перебувають під загрозою зникнення (CITES),
- Базельської конвенції протидії транскордонному переміщенню небезпечних відходів,
- Монреальського протоколу з охорони озонового шару,
- Міжнародної конвенції запобігання забрудненню з суден (MARPOL),
- Рамсарської конвенції із захисту водно-болотних угідь[13].

Урядом країни підписані, але не ратифіковані міжнародні угоди щодо: Конвенції про заборону військового впливу на природне середовище (ENMOD).

## Фізико-географічне районування
У фізико-географічному відношенні територію Туреччини можна розділити на _ райони, що відрізняються один від одного рельєфом, кліматом, рослинним покривом: .

### Українською
- Атлас світу / голов. ред. І. С. Руденко ; зав. ред. В. В. Радченко ; відп. ред. О. В. Вакуленко. — К. : ДНВП «Картографія», 2005. — 336 с. — ISBN 9666315467.
- Атлас. 7 клас. Географія материків і океанів / Укладачі О. Я. Скуратович, Н. І. Чанцева. — К. : ДНВП «Картографія», 2014.
- Бєлозоров С. Т. Географія материків. — К. : Вища школа, 1971. — 371 с.
- Барановська О. В. Фізична географія материків і океанів : навч. посіб. для студентів ВНЗ : [у 2 ч.]. — Н. : Ніжинський державний університет ім. Миколи Гоголя, 2013. — 306 с. — ISBN 978-617-527-106-3.
- Туреччина // Гірничий енциклопедичний словник : [у 3-х тт.] / за ред. В. С. Білецького. — Д. : Східний видавничий дім, 2004. — Т. 3. — 752 с. — ISBN 966-7804-78-X.
- Дубович І. А. Країнознавчий словник-довідник. — 5-те вид., перероб. і доп. — К. : Знання, 2008. — 839 с. — ISBN 978-966-346-330-8.
- Панасенко Б. Д. Фізична географія материків : навч. посіб. : в 2 ч. — В. : ЕкоБізнесЦентр, 1999. — 200 с.
- Фізична географія материків та океанів : підруч. для студ. вищ. навч. закл. : у 2 т / за ред. П. Г. Шищенка. — К. : Видавництво Київського нац. ун-т ім. Т. Шевченка, 2009. — Т. 1. : Азія. — 643 с. — ISBN 978-966-439-257-7.
- Юрківський В. М. Регіональна економічна і соціальна географія. Зарубіжні країни: Підручник. — 2-ге. — К. : Либідь, 2001. — 416 с. — ISBN 966-06-0092-5.

### Англійською
- (англ.) Graham Bateman. The Encyclopedia of World Geography. — Andromeda, 2002. — 288 с. — ISBN 1871869587.

### Російською
- (рос.) Авакян А. Б., Салтанкин В. П., Шарапов В. А. Водохранилища. — М. : Мысль, 1987. — 326 с. — (Природа мира)
- (рос.) Алисов Б. П., Берлин И. А., Михель В. М. Курс климатологии [в 3-х тт.] / под. ред. Е. С. Рубинштейна. — Л. : Гидрометиздат, 1954. — Т. 3. Климаты земного шара. — 320 с.
- (рос.) Апродов В. А. Вулканы. — М. : Мысль, 1982. — 368 с. — (Природа мира)
- (рос.) Апродов В. А. Зоны землетрясений. — М. : Мысль, 2010. — 462 с. — (Природа мира) — ISBN 978-5-244-01122-7.
- (рос.) Бабаев А. Г., Зонн И. С., Дроздов Н. Н., Фрейкин З. Г. Пустыни. — М.  : Мысль, 1986. — 320 с. — (Природа мира)
- (рос.) Букштынов А. Д., Грошев Б. И., Крылов Г. В. Леса. — М. : Мысль, 1981. — 316 с. — (Природа мира)
- (рос.) Власова Т. В. Физическая география материков. С прилегающими частями океанов. Евразия, Северная Америка. — 4-е, перераб. — М. : Просвещение, 1986. — 417 с.
- (рос.) Гвоздецкий Н. А. Карст. — М. : Мысль, 1981. — 214 с. — (Природа мира)
- (рос.) Гвоздецкий Н. А., Голубчиков Ю. Н. Горы. — М. : Мысль, 1987. — 400 с. — (Природа мира)
- (рос.) Долгушин Л. Д., Осипова Г. Б. Ледники. — М. : Мысль, 1989. — 448 с. — (Природа мира) — ISBN 5-244-00315-1.
- (рос.) Географический энциклопедический словарь: географические названия / под. ред. А. Ф. Трёшникова. — 2-е изд., доп. — М. : Советская энциклопедия, 1989. — 585 с. — ISBN 5-85270-057-6.
- (рос.) Исаченко А. Г., Шляпников А. А. Ландшафты. — М. : Мысль, 1989. — 504 с. — (Природа мира) — ISBN 5-244-00177-9.
- (рос.) Каплин П. А., Леонтьев О. К., Лукьянова С. А., Никифоров Л. Г. Берега. — М. : Мысль, 1991. — 480 с. — (Природа мира) — ISBN 5-244-00449-2.
- (рос.) Словарь современных географических названий / под общей редакцией акад. В. М. Котлякова. — Екатеринбург : У-Фактория, 2006.
- (рос.) Литвин В. М., Лымарев В. И. Острова. — М. : Мысль, 2010. — 288 с. — (Природа мира) — ISBN 978-5-244-01129-6.
- (рос.) Лобова Е. В., Хабаров А. В. Почвы. — М. : Мысль, 1983. — 304 с. — (Природа мира)
- (рос.) Максаковский В. П. Географическая картина мира. Книга I: Общая характеристика мира. — М. : Дрофа, 2008. — 495 с. — ISBN 978-5-358-05275-8.
- (рос.) Максаковский В. П. Географическая картина мира. Книга II: Региональная характеристика мира. — М. : Дрофа, 2009. — 480 с. — ISBN 978-5-358-06280-1.
- (рос.) Туреччина // Поспелов Е. М. Топонимический словарь. — М. : АСТ, 2005. — 229 с. — ISBN 5-17-016407-6.
- (рос.) Пфеффер П. Азия. — М. : Прогресс, 1982. — 316 с. — (Континенты, на которых мы живем)
- (рос.) География / под ред. проф. А. П. Горкина. — М. : Росмэн-Пресс, 2006. — 624 с. — (Современная иллюстрированная энциклопедия) — ISBN 5-353-02443-5.
- (рос.) Физико-географический атлас мира. — М. : Академия наук СССР и Главное управление геодезии и картографии ГУГК СССР, 1964. — 298 с.
- (рос.) Энциклопедия стран мира / глав. ред. Н. А. Симония. — М. : НПО «Экономика» РАН, отделение общественных наук, 2004. — 1319 с. — ISBN 5-282-02318-0.